# 天仓三
鯨魚座θ，又名BD-08 244，HD 8512、SAO 129274、HR 402，是鯨魚座的一颗恒星，视星等为3.6，位于銀經146.59，銀緯-69.54，其B1900.0坐标为赤經1h 19m 1.5s，赤緯-8° -69.54′ 58″。